# Paul Johann Anselm von Feuerbach
För andra betydelser, se Feuerbach (olika betydelser).
Paul Johann Anselm von Feuerbach, född 14 november 1775 i Hainichen nära Jena, död 29 maj 1833 i Frankfurt am Main, var en tysk jurist. Han var far till Joseph Anselm och Ludwig Feuerbach.
Efter att i Jena ha studerat filosofi och rättsvetenskap samt föreläst det senare ämnet såsom professor vid universiteten i Jena, Kiel och Landshut fick Feuerbach 1805 i uppdrag att författa en ny strafflag för Bayern och kallades därför till München såsom geheimereferendarie i justitiedepartementet samt utnämndes 1808 till geheimeråd. År 1813 utkom den bayerska strafflagen, som i sin helhet är ett arbete av Feuerbach ensam – även om utkastet vid revisionen, särskilt på grund av hans motståndare Nikolaus Thaddäus von Gönners inflytande, måste undergå inte få förändringar –, och som måste erkännas som ett, åtminstone för sin tid, framstående verk. Den har även, trots den opposition för vilken den senare varit utsatt, tjänat till förebild för en mängd andra tyska brottmålslagstiftningar intill mitten av 1800-talet. Feuerbach blev 1814 vice president vid appellationsdomstolen i Bamberg och 1817 president i samma slags domstol i Ansbach, vilket ämbete han innehade ända till sin död. År 1821 reste han i Rhenprovinserna, Belgien och Frankrike för att i praxis lära känna den franska rätten.
Genom sina skrifter och sin verksamhet utövade Feuerbach ett betydande inflytande på rättsvetenskapens utveckling och bildade särskilt epok inom straffrätten genom sitt betonande av straffrättens positivitet samt nödvändigheten av att straffdomaren i sin verksamhet är bunden av lag. Han anslöt sig nämligen till och utbildade ytterligare den från Thomas Hobbes utgående riktning, enligt vilken straffets egentliga ändamål är att avhålla andra än förbrytaren från straff (så kallad  avskräckning). Enligt honom åläggs straffet icke för att utkräva hämnd av brottslingen eller förbättra honom, utan för att hålla det i lagen uttalade straffhotet vid makt; varav följer, att en handling inte bör bestraffas, om inte lagen förut belagt den med straff. Denna sin grunduppfattning nedlade han i Die Revision der Grundsätze und Grundbegriffe des peinlichen Rechts (två band, 1799-1800). Avskräckningsteorin har efter Feuerbachs tid förlorat i betydelse, framför allt emedan straff hotet inte har den allmänna betydelse för undertryckandet av brottsliga böjelser, som han föreställde sig. 
Såsom Feuerbachs förnämsta vetenskapliga verk räknas dessutom Lehrbuch des gemeinen, in Deutschland gültigen peinlichen Rechts (1801; 14:e upplagan, utgiven av Carl Mittermaier, 1847), varjämte han gjort sig särdeles förtjänt om kriminalistiken och kriminalpsykologin bland annat genom sina arbeten Merkwürdige Criminalrechtsfälle (1808; tredje upplagan 1839), Actenmässige Darstellung merkwürdiger Verbrechen (1828; tredje upplagan 1849) och Kaspar Hauser. Beispiel eines Verbrechens am Seelenleben des Menschen (1832). Hans biografi (i form av brev och dagboksutdrag, uppsatser med mera) utgavs 1852 av sonen Ludwig Feuerbach.

## Utmärkelser
- Bayerska kronorden
- Württembergska kronorden
- Vita falkens orden

[Redigera Wikidata]